# Siergiej Litwinow (ur. 1986)
Siergiej Siergiejewicz Litwinow (ros. Сергей Сергеевич Литвинов; ur. 27 stycznia 1986 w Rostowie nad Donem) – pochodzący z Białorusi lekkoatleta specjalizujący się w rzucie młotem reprezentujący obecnie Rosję, który w latach 2008–2010 bronił barw Niemiec
Na początku swojej międzynarodowej kariery startował w mistrzostwach świata juniorów, mistrzostwach Europy juniorów oraz młodzieżowych mistrzostwach Europy. Piąty zawodnik mistrzostw świata w Berlinie (2009). W 2014 zdobył brąz mistrzostw Europy w Zurychu.
Ma w dorobku złoty medal mistrzostw Białorusi juniorów oraz mistrzostw Niemiec w kategorii młodzieżowców i seniorów. Stawał na podium zimowych mistrzostw Rosji.
Rekord życiowy: 80,98 (13 czerwca 2012, Moskwa).
Jego ojcem jest Siergiej Litwinow – były rekordzista świata w rzucie młotem.

## Osiągnięcia
| Rok  | Impreza                                 | Miejsce    | Pozycja           | Wynik | Reprezentacja |
| ---- | --------------------------------------- | ---------- | ----------------- | ----- | ------------- |
| 2004 | Mistrzostwa świata juniorów             | Grosseto   | 9. miejsce        | 67,11 | Białoruś      |
| 2005 | Mistrzostwa Europy juniorów             | Kowno      | 9. miejsce        | 69,65 | Białoruś      |
| 2007 | Młodzieżowe mistrzostwa Europy          | Debreczyn  | 11. miejsce       | 64,03 | Białoruś      |
| 2009 | Mistrzostwa świata wojskowych           | Sofia      | 5. miejsce        | 77,88 | Niemcy        |
| 2009 | Mistrzostwa świata                      | Berlin     | 5. miejsce        | 76,58 | Niemcy        |
| 2011 | Mistrzostwa świata                      | Daegu      | el. – 15. miejsce | 74,80 | Rosja         |
| 2013 | Superliga drużynowych mistrzostw Europy | Gateshead  | 5. miejsce        | 74,17 | Rosja         |
| 2013 | Uniwersjada                             | Kazań      | 3. miejsce        | 78,08 | Rosja         |
| 2013 | Mistrzostwa świata                      | Moskwa     | 11. miejsce       | 75,90 | Rosja         |
| 2014 | Mistrzostwa Europy                      | Zurych     | 3. miejsce        | 79,35 | Rosja         |
| 2015 | Superliga drużynowych mistrzostw Europy | Czeboksary | 4. miejsce        | 75,45 | Rosja         |
| 2015 | Mistrzostwa świata                      | Pekin      | 5. miejsce        | 77,24 | Rosja         |
| 2017 | Mistrzostwa świata                      | Londyn     | el. – 17. miejsce | 73,48 | ANA           |